# Brokser Heiratsmarkt

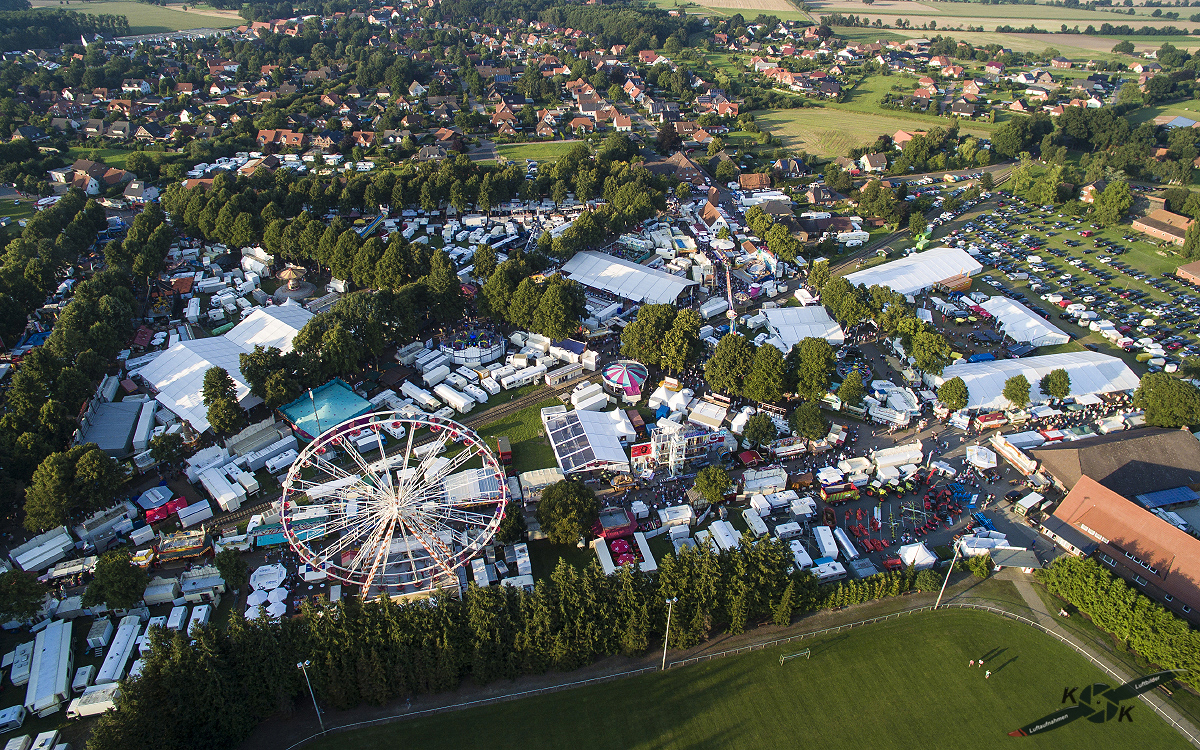
Luftbild Brokser Heiratsmarkt 2015

Der Brokser Heiratsmarkt (kurz: Brokser Markt) ist ein Volksfest in Bruchhausen-Vilsen im Landkreis Diepholz. Es findet Ende August statt und dauert fünf Tage an, jeweils von Freitag bis Dienstag. Der letzte Markttag ist der letzte Dienstag im August. Der Markt ist im ganzen Nordwesten bekannt und ist neben dem Bremer Freimarkt, dem Oldenburger Kramermarkt und dem Vechtaer Stoppelmarkt das viertgrößte Volksfest der Region.

## Geschichte
Das Alter des Brokser Markts ist nicht genau bekannt, vermutlich entstand er vor dem Jahr 1218. Urkundlich belegt ist erst das Jahr 1645. Ursprünglich unter dem Namen Bartholomäusmarkt bekannt, wurden auf diesem Kram- und Viehmarkt jährlich heimische Produkte aus landwirtschaftlicher sowie gewerblicher Produktion angeboten. Auch Waren ausländischer Händler durften an diesen Tagen im Jahr verkauft werden, was sonst nicht zulässig war. Im Laufe der Zeit hat sich der Markt immer mehr in Richtung Vergnügen entwickelt, allerdings ist der traditionelle Vieh- bzw. Pferdemarkt noch heute ein wichtiges Ereignis am letzten Markttag. Auch das Gewerbe hat weiterhin einen nicht geringen Anteil des Marktes für Ausstellung und Verkauf und kommt so einer Verbrauchermesse nahe.
Der Ursprung des Namens Heiratsmarkt ist nicht genau geklärt, der Markt wird aber immer von einem bekannten Politiker, dem so genannten Heiratsvermittler, eröffnet. 1991 war dies z. B. Gerhard Schröder, 2009 Philipp Rösler.

## Markt
Auf dem Markt gibt es jedes Jahr vier große und zwei kleine Festzelte sowie eine Gewerbeschau mit drei Zelten und Außenareal.
Zu den Fahrgeschäften gehören immer u. a. ein Riesenrad, Autoscooter, Break Dancer und der Skipper sowie einige jährlich wechselnde Attraktionen. Alle Zelte und die meisten Fahrgeschäfte bzw. Schaubuden haben jedes Jahr denselben Standplatz. Der Markt zählt an fünf Tagen bis zu 400.000 Besucher und gehört damit zu den großen Volksfesten in Nordwestdeutschland.

## Besonderheiten
- Eröffnung durch den Heiratsvermittler
- Großfeuerwerk am ersten Markttag
- Im Rahmen der Eröffnungsfeier findet eine echte Trauung durch den örtlichen Standesbeamten statt. Jedes Jahr bewerben sich zahlreiche Paare um die Ehre, das Sieger-Paar wird ausgelost.
- Im Gewerbezelt können Spaß-Hochzeiten für die Dauer des Marktes geschlossen werden.
- Junggesellenversteigerung
- Vieh und Pferdemarkt am letzten Markttag. Traditionsgemäß werden alle Kaufabschlüsse per Handschlag besiegelt.
- "Ohne Sprit, ich mach mit"-Aktion gegen Alkohol
- Das Heirats-Bräu, ein Bier, das nur für diese Veranstaltung von der Brauerei Beck gebraut und im Remmerzelt ausgeschenkt wird.
- Die museale Eisenbahnverbindung von Eystrup über Hoya nach Syke führt quer über den Bruchhauser Marktplatz. Während des Brookser Markt wird die Strecke durch die Buden und Fahrgeschäfte zweigeteilt, es findet ein intensiver Museumsverkehr als Zubringer statt, teilweise mit historischen Fahrzeugen der Verkehrsbetriebe Grafschaft Hoya. Die Fahrzeuge pendeln zwischen Syke und der nur zu diesem Zweck eingerichteten Haltestelle "Marktplatz West", bzw. Eystrup und Bruchhausen-Marktplatz (dann zur besseren Unterscheidung "Marktplatz Ost" genannt).

## Daten
Der Heiratsmarkt ist ca. 9 ha groß und hat über 500 Schausteller. Jedes Jahr kommen ca. 400.000 Besucher zum Volksfest.